# E-123 Omega
E-123 Omega (Ｅ－１２３ "オメガ?), noto anche come E-123 "Ω", è un personaggio immaginario principale della serie videoludica Sonic the Hedgehog prodotta da SEGA e sviluppata dallo studio nipponico Sonic Team. Il personaggio compare in numerosi titoli dopo il suo debutto in Sonic Heroes nel 2003.

## Descrizione

### Creazione e sviluppo

Il simbolo dell'omega che da' il nome al personaggio

Il personaggio è stato creato da Takashi Iizuka al Sonic Team USA dove lavorò come game director di Sonic Heroes. Omega è un robot dalle sembianze umanoidi, il quale si basa come aspetto sugli altri membri della stessa famiglia, la serie E-100 (in particolar modo presenta diverse somiglianze nell'aspetto fisico con E-102 Gamma, uno dei sei protagonisti di Sonic Adventure). Nonostante ciò ha alcune differenze, come le dimensioni più ridotte, le spalle più grandi dove sul braccio sinistro è presente il simbolo della lettera greca Ω, il quale lo classifica come l'ultimo della medesima serie, nonché il più potente. Altri cambiamenti apportati nel suo design rispetto ai fratelli sono la rimozione dei tubi di scappamento sostituiti con un tubo circolare attorno alla vita e il Jet Booster (un particolare jet pack) che è stato spostato sulla schiena.

### Design
Il design di Omega cambia in modo considerevole in Sonic the Hedgehog, infatti la sua testa è stata posizionata più in alto e le sue spalle sono diventate più grandi, vi sono anche dei piccoli dettagli aggiuntivi come le dita che sono levigate. Questi cambiamenti hanno fatto sì che sembrasse più umanoide. La striscia nera frontale è stata sostituita con una di color argento (eccetto in Sonic Chronicles: La Fratellanza Oscura dove ritorna nera). Questo accorgimento minore fa aumentare la sua assomiglianza con E-102 Gamma. Nonostante ciò in titoli come Mario & Sonic ai Giochi Olimpici Invernali e Sonic Generations (dove appare come statuetta sbloccabile) ritorna ad avere il design utilizzato in precedenza in Sonic Heroes anche se la sua striscia è rimasta dello stesso color argento ed alcune caratteristiche applicate nel 2006 sono rimaste invariate.

### Poteri e abilità
Omega può vantare di un folto arsenale distruttivo che può estrarre a proprio piacimento dalle proprie braccia che gli permette di eseguire un vasto numero di attacchi. Alcuni di questi sono i cannoni rotanti a fuoco rapido (Omega Machine Gun), il lanciafiamme (Omega Fire), il lanciamissili (Omega Missile), dei lanciatori di palle da fuoco (Omega Launcher), dei cannoni semiautomatici da polso (Omega Shot), un laser di ricerca (Lock-On Shot), alcune potenti minigun nere, una pistola laser a doppia canna che si estende dal suo avambraccio, un campo di forza temporaneo, dei missili a forma di trivella e dei cannoni a raggio laser multipli: uno giallo che colpisce un singolo nemico e uno viola che copre un'area molto più estesa. Può anche ritirare le proprie mani per raccogliere Shadow e Rouge come se fossero delle sfere per lanciarli contro i nemici oppure come palle di fuoco senza che questi vengano feriti.

### Personalità
Gli unici obiettivi della vita di Omega sono quelli di vendicarsi del Dr. Eggman per aver sprecato il suo potenziale e di distruggere gli altri robot per dimostrare la propria superiorità. Per via di questa sua fissazione si rivela estremamente testardo e spericolato, caratteristiche opposte agli altri membri del Team Dark che hanno più buon senso. Proprio come Gamma, ha una personalità propria che non risponde agli ordini che gli vengono impartiti ma bensì decide di testa propria, tuttavia rispetto al suo predecessore è meno nobile, dato che Gamma cerca di eliminare solamente ciò che è necessario per raggiungere i propri scopi, al contrario Omega preferisce distruggere tutto ciò che può rappresentare una minaccia per sé stesso o per la missione che sta svolgendo. Da alcuni commenti che fa nel corso dei giochi, si comprende che considera gli altri robot di Eggman inferiori a lui, ritenendoli "modelli senza valore", in particolare per il modello E-2000. È anche molto orgoglioso e prova vergogna in caso di sconfitta da parte di altre macchine più deboli.
Anche se spesso si mostra privo di emozioni, è in grado di comprendere quelle provate dagli altri, e reagire in modo appropriato, riuscendo anche a fare battute ironiche. Inoltre è anche molto leale e fedele nei confronti degli altri membri del Team Dark, Shadow e Rouge.

### Doppiaggio

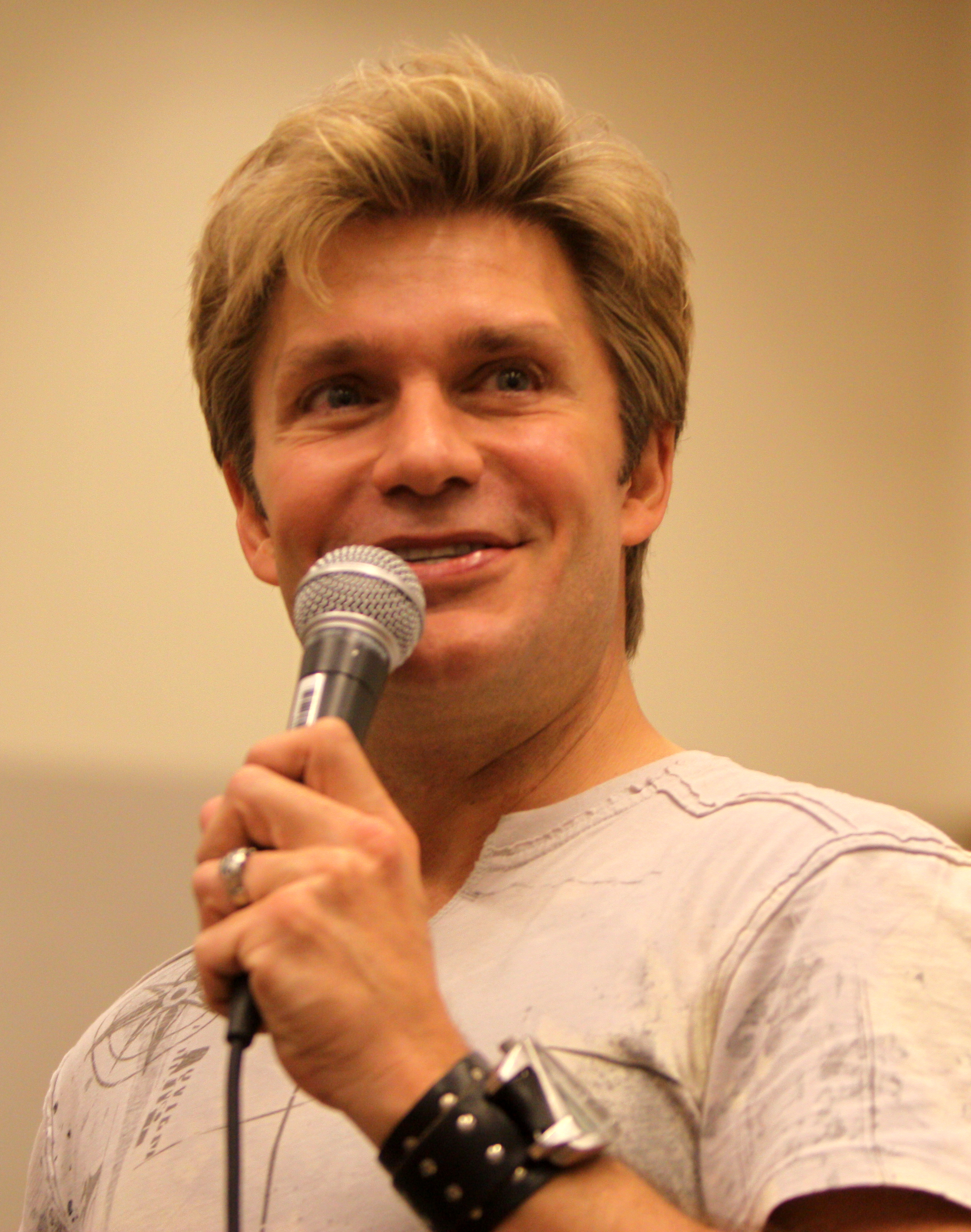
Vic Mignogna nel 2012

Fin dalla sua prima apparizione in Sonic Heroes nel 2003, Omega viene doppiato in giapponese dal seiyū Taiten Kusunoki, che tuttora ricopre il ruolo. Nelle versioni americane dei videogiochi a prestargli la voce si sono susseguiti Jon St. John in Sonic Heroes, Jeff Kramer esclusivamente in Shadow the Hedgehog, Maddie Blaustein in Sonic the Hedgehog e Mario & Sonic ai Giochi Olimpici Invernali, Vic Mignogna da Sonic Colours a Sonic Forces, mentre in Team Sonic Racing è stato doppiato da Aaron LaPlante. Dal 2023 è doppiato invece da Roger Craig Smith(già voce principale di Sonic).
Omega è doppiato in lingua italiana da Marco Pagani a partire da Mario & Sonic ai Giochi Olimpici Invernali di Sochi 2014.

## Biografia

### Videogiochi
Omega fa il suo debutto in Sonic Heroes dove si scopre che è stato creato dal Dottor Eggman come il ventiquattresimo ed ultimo membro della serie E-100, con il compito di evitare che Shadow the Hedgehog si risvegliasse dalla sua stasi, così il robot e il porcospino vengono portati in una base abbandonata, dove il primo rimane in fase dormiente fino all'arrivo di eventuali intrusi. In seguito all'irruzione di Rouge the Bat al suo interno, la quale era alla ricerca di un tesoro, Omega comprende di essere stato imprigionato e diventa furioso a tal punto da voler tradire il suo stesso creatore, volendo dimostrare di essere il robot più forte della serie E-100, giurando vendetta contro lo scienziato e le altre macchine da lui costruite. Così viene convinto da Rouge a fare squadra con lei stessa e Shadow per regolare i conti in sospeso con la nemesi comune formando così il Team Dark dove nel gioco ricopre il ruolo di personaggio giocabile di tipo Power.
Nel corso dell'avventura il trio affronterà più volte il Dr. Eggman sconfiggendolo ma non riuscendo mai a catturarlo ed avrà modo di sfidare anche il Team Chaotix e il Team Sonic in situazioni distinte. Dopo essere arrivati a Final Fortress, incontrano ancora una volta lo scienziato che li sfida a bordo di un grande robot armato di lancia e scudo chiamato Egg Emperor. Sconfitto anche quest'ultimo, i tre si separano momentaneamente e Rouge si ritrova in una stanza piena di androidi con l'aspetto dell'amico Shadow, prima di uscirne demoralizzata viene raggiunta da Omega che per consolarla afferma che l'originale deve trovarsi da qualche parte, dopodiché il robot distrugge il luogo fuori scena. Successivamente, nell'ultima storia, il Team Dark si reca presso una delle torri di Eggman ed assiste alla distruzione di alcune parti della nave da parte di Neo Metal Sonic, la vera mente dietro tutti gli avvenimenti che aveva preso le sembianze del suo creatore, che si trasforma davanti a tutti quanti in Metal Madness. Shadow e compagni decidono così di allearsi con gli altri Team e allo scienziato, cercando di indebolire il mostro robotico facendo così guadagnare tempo al Team Sonic per effettuare la super trasformazione tramite l'utilizzo degli Smeraldi del Caos. Al termine della battaglia con Metal Overlord (forma evoluta di Metal Madness), dove i buoni ne escono vincitori, Metal Sonic è oramai innocuo e privo di forze e viene preso in braccio da Omega che si scambia uno sguardo con Shadow.
Il personaggio è apparso in seguito in Shadow the Hedgehog dove ha nuovamente l'obiettivo di vendicarsi del suo creatore. Compare esclusivamente nelle missioni Hero dei livelli Iron Jungle e Lava Shelter e contro due boss dove potrà essere controllato dal secondo giocatore ma solo nelle versioni per GameCube e PlayStation 2.
In Sonic the Hedgehog ha un ruolo più importante nella storia di Shadow. Questi e Rouge viaggiano attraverso il tempo ed arrivano nel futuro dove trovano Omega in fase di stand-by a Crisis City. Tornata nel presente, la ragazza pipistrello trova il robot ancora attivo a Tropical Jungle in cerca di servitori robotici di Eggman da distruggere e gli chiede di recarsi anche lui nel futuro per aiutare Shadow, dopo aver accettato gli dà lo Smeraldo del Caos verde e si teletrasporta nel tempo entrando in stand-by. Al suo arrivo, il porcospino nero viene accusato di aver risvegliato Iblis, così Mephiles the Dark cerca di riprogrammare Omega per metterlo contro l'amico, ma il robot disobbedisce agli ordini che gli vengono impartiti e va a fornire il suo aiuto a Shadow in una lotta contro lo stesso Mephiles. Dopo lo scontro, Mephiles si reca nel presente in forma liquida e il duo decide di inseguirlo per catturarlo, così si ricongiungono con Rouge al bacino di Soleanna e si separano poco dopo, Omega parte alla ricerca di Mephiles, Rouge si reca al castello di Soleanna per ottenere nuove informazioni mentre Shadow va nel passato.
Omega rivela la presenza di Mephiles a Wave Ocean, dopo aver superato numerosi ostacoli ed essersi fatto strada tra numerosi nemici, riesce a rintracciarlo e si prepara ad attaccarlo, ma prima la nemesi gli rivela che nel futuro è stato programmato unicamente per catturare Shadow in quanto l'intera umanità teme quest'ultimo, il robot è pronto a fare fuoco ma il suo interlocutore si dilegua svanendo in una nube nera. Dopodiché si riunisce al Team Dark e gli racconta ciò che è successo e partono nuovamente, questa volta verso Dusty Desert, per recuperare gli Smeraldi del Caos prima del nemico impedendo che Iblis possa evolversi in Solaris ma arrivano troppo tardi. Perciò il gruppetto si procura un nuovo Scettro dell'Oscurità, che dovrebbe servire per sconfiggere Mephiles, ma oramai l'oggetto non ha più effetto dato che il nemico prende delle sembianze molto simili a quelle di Shadow. I tre antieroi vengono così sconfitti uno ad uno dall'antagonista che ne approfitta per unire il suo potere a quello degli Smeraldi del Caos riuscendo così a creare numerose copie di sé stesso che vengono però eliminate da Shadow, che rimuove i suoi anelli inibitori dalle proprie braccia, travolgendole tramite la propria super velocità.
Dopo questo, il Team Dark opta di collaborare con gli altri presenti sul luogo e Shadow decide di recuperare gli Smeraldi del Caos di Mephiles per salvare tutti dalla dimensione spazio tempo creata da Solaris. Tuttavia, a causa della morte di Sonic, avvenuta per mano di Mephiles, tutti sono dispiaciuti per l'accaduto e la principessa Elise percepisce la presenza della sua anima nel vento, quindi Silver comprende che può utilizzare gli smeraldi per far tornare in vita il porcospino blu. Così, Omega e gli altri cominciano a cercare immediatamente gli Smeraldi del Caos, il robot si reca a Flame Core e riesce a recuperare la gemma di colore verde. Una volta che tutti i preziosi sono stati raccolti, Sonic viene fatto rivivere grazie alla combinazione del bacio di Elise e al potere degli smeraldi, che gli permettono di trasformarsi in Super Sonic. Raggiunta questa forma, fornisce parte del suo potere anche a Shadow e Silver in modo che anche essi possano raggiungere il medesimo stadio, infine i tre ricci si recano assieme a sconfiggere definitivamente Solaris mentre Omega e gli altri rimangono ad assisterli nella battaglia finale.
Omega è uno degli undici personaggi giocabili in Sonic Chronicles: La Fratellanza Oscura dove appare per la prima volta nella città in rovina di Eggman, Metropolis, dove cerca come al solito qualche robot da distruggere, però viene trovato dai Marauders che lo catturano e lo riprogrammano assieme ad altre creazioni abbandonate dell'armata di Eggman per poterle sfruttare per i loro malvagi scopi. Shadow preoccupato per le sorti dell'amico, decide di localizzarlo tramite un vecchio rivelatore creato da Eggman ma dopo aver perso il segnale, il riccio nero opta di unirsi alla squadra di Sonic per cercarlo. Nel quinto capitolo viene trovato da Tails che lo ripara sotto richiesta di Shadow ma con la disapprovazione del suo creatore. Quando il robot si risveglia prova ad attaccare lo scienziato ma viene fermato dalla volpe che afferma che è diventato loro alleato ma questi ignora ciò che gli viene detto e viene placato solo successivamente da Shadow e Rouge. Fidandosi di più dei suoi vecchi amici, decide di mettere da parte le proprie divergenze ed entra nella squadra di Sonic per trovare la roccaforte nella metropolitana. La sua classe nel gioco è Potere.
Nella versione per Nintendo DS di Sonic Colours si reca al parco divertimenti del Dr. Eggman dove cerca di confrontarsi con Orbot e Cubot ma questi spaventati chiedono aiuto a Sonic, il quale riesce a calmarlo in cambio del completamento di una missione che prevede il ritrovamento di cinque Wisp con delle bandiere numerate nell'ordine corretto. Il riccio blu porta a termine l'incarico assegnatogli e chiede se sapesse dove si fossero diretti Orbot e Cubot ma oramai il robot non può più aiutarlo dato che li ha persi di vista. Diverso tempo riappare ad Asteroid Coaster in compagnia di Shadow che attendeva Sonic e Tails per dargli un'altra missione.
Nell'episodio scaricabile di Sonic Forces viene sconfitto dal nuovo antagonista Infinite, ma per sua fortuna Shadow e Rouge arrivano in suo soccorso, sconfiggendo il loro avversario. Quest'ultimo si rivela essere una creazione del dottor Eggman e decide in seguito alla sconfitta di vendicarsi del mondo da cui viene il Team Shadow. Durante il gioco principale Omega si unisce alla resistenza per contrastare il suo assalitore.
Appare nuovamente come un personaggio di supporto in Shadow Generations.

#### Altre apparizioni
Altre apparizioni secondarie del personaggio avvengono in Sonic Rivals e Sonic Rivals 2 come carta collezionabile, in Super Smash Bros. Brawl come adesivo collezionabile, in Mario & Sonic ai Giochi Olimpici Invernali, Mario & Sonic ai Giochi Olimpici di Londra 2012 e Mario & Sonic ai Giochi Olimpici Invernali di Sochi 2014 come rivale non giocabile, in Mario & Sonic ai Giochi Olimpici di Rio 2016 sia come rivale che come personaggio giocabile (solo nella versione per Nintendo 3DS nell'evento del lancio del giavellotto ed esclusivamente come rivale in quella arcade), in Sonic Generations come statuetta sbloccabile, in Sonic Runners, Team Sonic Racing e Sonic Racing: CrossWorlds come giocabile. Oltre a ciò ha compiuto diversi cameo ed è stato menzionato da Rouge in Sonic Battle dopo aver sconfitto E-102 Chaos Gamma, dove nota la somiglianza tra i due robot.
Doveva ricoprire un ruolo giocabile in Mario & Sonic ai Giochi olimpici assieme a Silver, Rouge, Cream (divenuta in seguito un arbitro nelle varie competizioni) e Donkey Kong ma come gli altri è stato scartato nella versione finale del gioco.

### Versioni alternative
Omega compare nella serie a fumetti Sonic the Hedgehog. Fa il suo debutto nel terzo numero dello spin-off Sonic Universe uscito nell'aprile 2009. In questa realtà Omega viene attivato dal Dr. Eggman per distruggere E-102 Gamma e durante una feroce battaglia, il secondo riesce ad inserire diversi codici computerizzati all'interno del primo scoprendo che anche esso possiede un'anima. Omega non dà peso alle parole dette dal rivale e lo distrugge, tuttavia l'anima di Gamma entra nel suo corpo rendendolo un robot più dolce con l'obiettivo di proteggere il mondo anziché distruggerlo. Durante l'intera serie Omega combatte contro l'impero di Eggman. In seguito alla Super Genesis Wave, un cambiamento spazio temporale avvenuto nell'universo di Sonic, Omega è identico alla sua controparte presente nei videogiochi e compare nello spin-off Sonic Universe dove diventa parte dei G.U.N. assieme a Shadow the Hedgehog e Rouge the Bat formando così il Team Dark
Nell'adattamento manga di Sonic Generations è uno dei partecipanti alla festa di compleanno di Sonic.

## Accoglienza
Omega ha ricevuto pareri negativi da parte della critica. Tom Bramwell dello staff di Eurogamer lo definì un personaggio "minore" rispetto al resto del cast presente in Heroes. Un'anteprima della rivista Electronic Gaming Monthly del medesimo gioco si riferì a lui come un'imitazione del T-1000 del film Terminator 2 - Il giorno del giudizio. Nonostante ciò, Jeremy Dunham di IGN chiamò Omega come una "macchina suprema".